# Fissidens grandifolius
Fissidens grandifolius är en bladmossart som beskrevs av Brotherus och Potier de la Varde 1926. Fissidens grandifolius ingår i släktet fickmossor, och familjen Fissidentaceae. Inga underarter finns listade i Catalogue of Life.